# Macrosiphoniella grandicauda
Macrosiphoniella grandicauda är en insektsart. Macrosiphoniella grandicauda ingår i släktet Macrosiphoniella och familjen långrörsbladlöss. Inga underarter finns listade i Catalogue of Life.